# Gustave Swinnen
Gustave Swinnen, né le 31 août 1846 à Anvers et décédé le 24 février 1920 à Tirlemont fut un homme politique libéral belge.
Swinnen fut notaire, bourgmestre de Tirlemont (1905-1910), sénateur de l'arrondissement de Louvain (1918-1920).

## Sources
- Liberaal Archief